# ألين كولتر
ألين كولتر (بالإنجليزية: Allen Coulter) (و. القرن 20  م) هو مخرج أفلام، وكاتب سيناريو، ومخرج، ومنتج بضائع أمريكي، ولد في كوليج ستيشن، تكساس، بدأ مشواره المهني سنة 1978.

## التعليم
تعلم في جامعة تكساس في أوستن.

## وصلات خارجية
- ألين كولتر على موقع IMDb (الإنجليزية)
- ألين كولتر على موقع ألو سيني (الفرنسية)
- ألين كولتر على موقع أول موفي (الإنجليزية)
- ألين كولتر على موقع بوكس أوفيس موجو (الإنجليزية)
- ألين كولتر على موقع قاعدة بيانات الأفلام السويدية (السويدية)
- ألين كولتر على موقع قاعدة بيانات الفيلم (الإنجليزية)
- ألين كولتر على موقع كينوبويسك (الروسية)